# Requiem für Geleitzug PQ 17
Requiem für Geleitzug PQ 17 (russisch Реквием каравану PQ-17 Rekwijem karawanu PQ-17, wissenschaftliche Transliteration Rekviem karavanu PQ-17) ist ein historischer Roman (mit dem Untertitel „Dokumentarische Tragödie“, документальная трагедия dokumentalnaja tragedija) des sowjetischen Schriftstellers Walentin Pikul (1928–1990), der in den Jahren 1969–1973 geschrieben wurde. Der Roman ist der realen Tragödie des im Titel genannten Geleitzuges PQ 17 gewidmet, eines arktischen Konvois der Alliierten während des Zweiten Weltkriegs. Die erste Version des Werkes wurde 1970 in der Zeitschrift Swesda (Звезда „Stern“) veröffentlicht.
Im Juni 1942 wurde dieser Geleitzug von deutschen U-Booten und Flugzeugen fast vollständig zerstört. W. S. Pikul beschreibt die Niederlage des Geleitzuges, die Tragödie der Besatzungen versunkener Schiffe, den kriminellen Charakter des Hitler-Regimes. Gleichzeitig erzählt der Autor vom Mut und Heldentum der sowjetischen, US-amerikanischen und britischen Seeleute, die ihre Soldatenpflicht bis zum Ende erfüllt haben.
Pikul wählte als Epigraph ein Zitat aus dem thematisch ähnlich gelagerten Roman Die Männer der „Ulysses“ (H.M.S. Ulysses) von Alistair MacLean. Zusammen mit diesem Roman über den „Cruiser Ulysses“, der von einem fiktiven Geleitzug handelt, dessen Schicksal dem des PQ-17 ähnelt, ist das Werk von W. S. Pikul eines der berühmtesten Werke über Polarkonvois.
Der Roman fand Aufnahme in der Liste der „100 Bücher“, die das Ministerium für Bildung und Wissenschaft der Russischen Föderation den Schulkindern für das selbständige Lesen empfohlen hat.
Der Roman wurde in eine Reihe von Fremdsprachen übersetzt. In Russland wurde 2004 nach seinen Motiven die Fernsehserie „Convoy PQ-17“ gedreht.